# 티베리우스 셈프로니우스 롱구스
티베리우스 셈프로니우스 롱구스(Tiberius Sempronius Longus, 기원전 260년경 - 기원전 210년)은 제2차 포에니 전쟁 당시 로마 공화정의 집정관으로 기원전 218년에 푸블리우스 코르넬리우스 스키피오와 공동으로 집정관에 선출되었다.
제2차 포에니 전쟁이 발발하자 셈프로니우스는 시칠리아로 급파되어 카르타고를 저지하고자 했으나 시칠리아와 아프리카에서 별다른 조짐이 없고 오히려 한니발이 이탈리아로 침공해오자 서둘러 돌아왔다. 공동 집정관이 코르넬리우스 스키피오가 티치노 전투에서 패하고 후퇴하자 셈프로니우스가 합류하여 트레비아강에서 전투를 벌였으나 한니발의 전술에 밀려 참패하였다.